# Esperiopsis macrosigma
Esperiopsis macrosigma är en svampdjursart som beskrevs av Stephens 1916. Esperiopsis macrosigma ingår i släktet Esperiopsis och familjen Esperiopsidae. Utöver nominatformen finns också underarten E. m. novaezealandiae.